# Fulya Zenginer
Fulya Zenginer (* 21. Juli 1989 in Istanbul) ist eine türkische Schauspielerin.

## Leben und Karriere
Zenginer wurde am 21. Juli 1989 in Istanbul geboren. Sie besuchte die Bakırköy Lisesi. Danach studierte sie an der Haliç Üniversitesi. Ihr Debüt gab sie 2006 in der Fernsehserie İki Aile. Anschließend wurde sie für die Serie Küçük Kadınlar gecastet. 2012 spielte Zenginer in dem Film Sağ Salim die Hauptrolle. Außerdem war sie 2013 in El Cin zu sehen. Von 2012 bis 2014 bekam sie in Benim İçin Üzülme die Hauptrolle. 2019 heiratete sie Kuntay Tarık Evren. 2022 bekam sie ihr erstes Kind.

## Filmografie
Filme
- 2012: Sağ Salim
- 2013: El Cin
- 2016: Seni Seven Ölsün
- 2016: Güzel İkili
- 2019: Mirasyedi
- 2019: Davetsiz

Serien
- 2006: İki Aile
- 2008: Doktorlar
- 2008–2011: Küçük Kadınlar
- 2011: Tövbeler Tövbesi
- 2012–2014: Benim İçin Üzülme
- 2015: Fabrika Kızı
- 2017: Seni Kimler Aldı